# Asthenomacrurus victoris
Asthenomacrurus victoris és una espècie de peix de la família dels macrúrids i de l'ordre dels gadiformes.

## Morfologia
- Els mascles poden assolir 24,9 cm de llargària total.[4][5]

## Hàbitat
És un peix d'aigües profundes que viu entre 2320-3530 m de fondària.

## Distribució geogràfica
Es troba al sud-oest d'Austràlia i a l'illa de Honshu (Japó).